# Itzam Kʼan Ahk II
Itzam Kʼan Ahk II (pronúncia maia: [itsam k'an ahk], 18 de novembro de 701 – Piedras Negras, 26 de novembro de 757), também conhecido como Governante 4 ou quarto governante, foi um rei ajaw de Piedras Negras, um antigo assentamento maia na Guatemala. Ele governou durante a Cronologia de Mesoamérica, de 729 a 757 d.C. Itzam K'an Ahk II ascendeu ao trono após a morte de K'inich Yo'nal Ahk II. Itzam K'an Ahk II pode ter sido pai dos seguintes três reis de Piedras Negras: Yo'nal Ahk III, Ha' K'in Xook e K'inich Yat Ahk II. Após sua morte, foi sucedido por Yo'nal Ahk III em 757 d.C.
Itzam K'an Ahk II deixou como legado vários monumentos, incluindo estelas maias em Piedras Negras e um grande templo mortuário agora conhecido como Pirâmide O-13. Além disso, os detalhes de sua vida e seu Katun-jubileu foram comemorados no Painel 3, levantado por Kʼinich Yat Ahk II vários anos após a morte de Itzam Kʼan Ahk II.

## Biografia

### Descendência
Itzam Kʼan Ahk II, também conhecido como quarto governante, nasceu em 18 de novembro de 701 d.C. (contagem longa: 9.13.9.14.15 7 Men 18 Kʼankʼin). Das três referências existentes ao nascimento de Itzam Kʼan Ahk, nenhuma menciona sua linha de descendência, sugerindo que Itzam Kʼan Ahk não era filho de Kʼinich Yoʼnal Ahk II. Por esta razão, Simon Martin e Nikolai Grube observam que em uma escultura, o ajaw é mostrado com um ornamento de tartaruga em seu cinto, sugerindo que um de seus ancestrais tinha a palavra ahk ("tartaruga") em seu nome e era, portanto, de origem sanguínea real. Além disso, Estela 40 mostra o que poderia ser a mãe de Itzam Kʼan Ahk em trajes de Teotihuacan, sugerindo que Itzam Kʼan Ahk estava enfatizando as conexões maternas com Teotihuacan. Martin e Grube também observam que esta estela foi erguida exatamente 83 Tzolk'in, ou cerca de 59 anos, após a morte de Itzam K'an Ahk I (um ex-ajaw de Piedras Negras cujo Itzam K'an Ahk II se apropriou), o que poderia sugerir a existência de algum "vínculo especial" entre os dois.

### Reinado
Itzam Kʼan Ahk II ascendeu ao poder em 9 de novembro de 729 d.C (contagem longa: 9.14.18.3.13 7 Ben 16 Kʼankʼin). Em 749 d.C., o ajaw celebrou seu único K'atun, um evento que contou com a presença de muitos dignitários, incluindo um b'aah sajal ("primeiro governante") chamado K'an Mo' Te', que esteve com K'inich Yo'nal Ahk II. Os eventos deste banquete foram posteriormente registrados pelo ajaw final de Piedras Negras, Kʼinich Yat Ahk II no Painel 3; este artefato mostra Itzam Kʼan Ahk II dando palestras ao governante interino de Yaxchilan, Yopaat Bahlam II, sobre o domínio local de Piedras Negras (este painel deu suporte ao argumento de que durante o governo de Itzam Kʼan Ahk II, Piedras Negras havia eclipsado Yaxchilan no poder). A celebração de Kʼatun foi seguida por outro evento alguns dias depois, no qual Itzam Kʼan Ahk II "realizou uma dança de arara descendente'" e depois distribuiu para seus convidados uma bebida feita com grãos de cacau fermentados.
Itzam Kʼan Ahk II provavelmente se envolveu em guerra, pois um disco de pirita encontrado em sua tumba retrata a cabeça decepada de um líder de Hix Witz. Houston e outros autores argumentam que Hix Witz estava sob o controle de Piedras Negras, em grande parte baseado no disco e porque o centro maia é identificado no Painel 7, erguido anteriormente por Itzam Kʼan Ahk I, como um "afluente com plumas e tecidos" para Piedras Negras.

### Morte
O reinado de Itzam Kʼan Ahk II foi marcado pela "hegemonia sobre os reinos vizinhos". O governante morreu em 26 de novembro de 757 d.C. (contagem longa: 9.16.6.11.17 7 Kaban 0 Pax) e foi enterrado três dias depois. Segundo o Painel 3, o enterro ocorreu na mítica "'montanha' de ho janaab witz", que neste contexto se referia à Pirâmide O-13. Itzam K'an Ahk II foi sucedido por Yo'nal Ahk III em 10 de março de 758 d.C. O local do enterro de Itzam K'an Ahk II foi venerado pelos reis sucessores de Piedras Negras, o que levou alguns a supor que Itzam K'an Ahk II produziu uma nova dinastia reinante e que os três reis posteriores — Yo'nal Ahk III, Ha' K'in Xook e K'inich Yat Ahk II — eram seus filhos.

## Monumentos

### Estelas maias
Itzam Kʼan Ahk II ergueu pelo menos cinco estelas maias: 9, 10, 11, 22 e 40, das quais as estelas 9, 10 e 11 foram erguidas na frente ou perto da Estrutura J-3. A estela 11, construída em agosto de 731 d.C., é do tipo nicho (o que significa que retrata o governante sentado em uma pequena cavidade ou nicho) e comemora a ascensão de Itzam Kʼan Ahk II ao poder. Este monumento representa o chamado ajaw ladeado por testemunhas das cerimônias exploradas na própria estela. A extensão em frente à laje de pedra "designa o espaço (...) como de oferenda e súplica", dada a representação do sacrifício humano próximo ao fundo do monumento. O monumento foi descoberto por Teoberto Maler em dois pedaços no chão; a frente estava bem preservada (mesmo retendo um pouco de seu pigmento), embora os glifos no canto superior direito estivessem desgastados. Em algum momento da década de 1960, saqueadores quebraram o monumento caído para que tivessem mais facilidade em contrabandeá-lo para fora do local. A parte superior está atualmente no Museu de Belas Artes de Houston (abreviado do inglês: MFAH), enquanto a metade inferior está em uma coleção particular na Suíça.
A estela 9 havia sido quebrada em terços quando foi descoberta em 1899 por Maler. Embora esses fragmentos tenham sofrido uma leve erosão, a base foi posteriormente encontrada in situ pelo Museu da Universidade da Pensilvânia. Na década de 1960, saqueadores levaram partes do monumento, a saber, uma parte representando um cativo. A estela 10 está altamente erodida, resultando em perda de detalhes. Além desse declínio, o principal ornamento provavelmente foi perdido. A estela 22 foi inaugurada na Praça do Grupo Ocidental, localizada em frente à Estrutura O-12, portanto "iniciando" a Praça do Grupo Ocidental como um locus para esculturas e estelas. Enquanto as estelas anteriores estavam voltadas para outras direções, a estela 22 estava voltada para o noroeste em direção à acrópole do local, criando "um novo eixo de diálogo em todo o local".
A estela 40 contém a representação da referida mulher vestida com trajes de Teotihuacano; mostra Itzam Kʼan Ahk II dispersando algo — supostamente sangue ou incenso — em um "psicoduto" (isto é, "uma abertura que leva a uma tumba de subpraça"). Simon e Grube argumentam que "a conexão entre os vivos e os mortos se manifesta [nesta estela] como um 'cordão com nós' ou respiração que desce para entrar no nariz do falecido". A figura da mulher estela maia, denotada apenas por um glifo de "vaso de cabeça para baixo", é provavelmente a mãe de Itzam Kʼan Ahk II; Pitts argumenta que o monumento "oferece uma vinheta interessante de Itzam Kʼan Ahk II e sua lealdade a uma ancestral feminina, provavelmente sua mãe".

### Pirâmide O-13

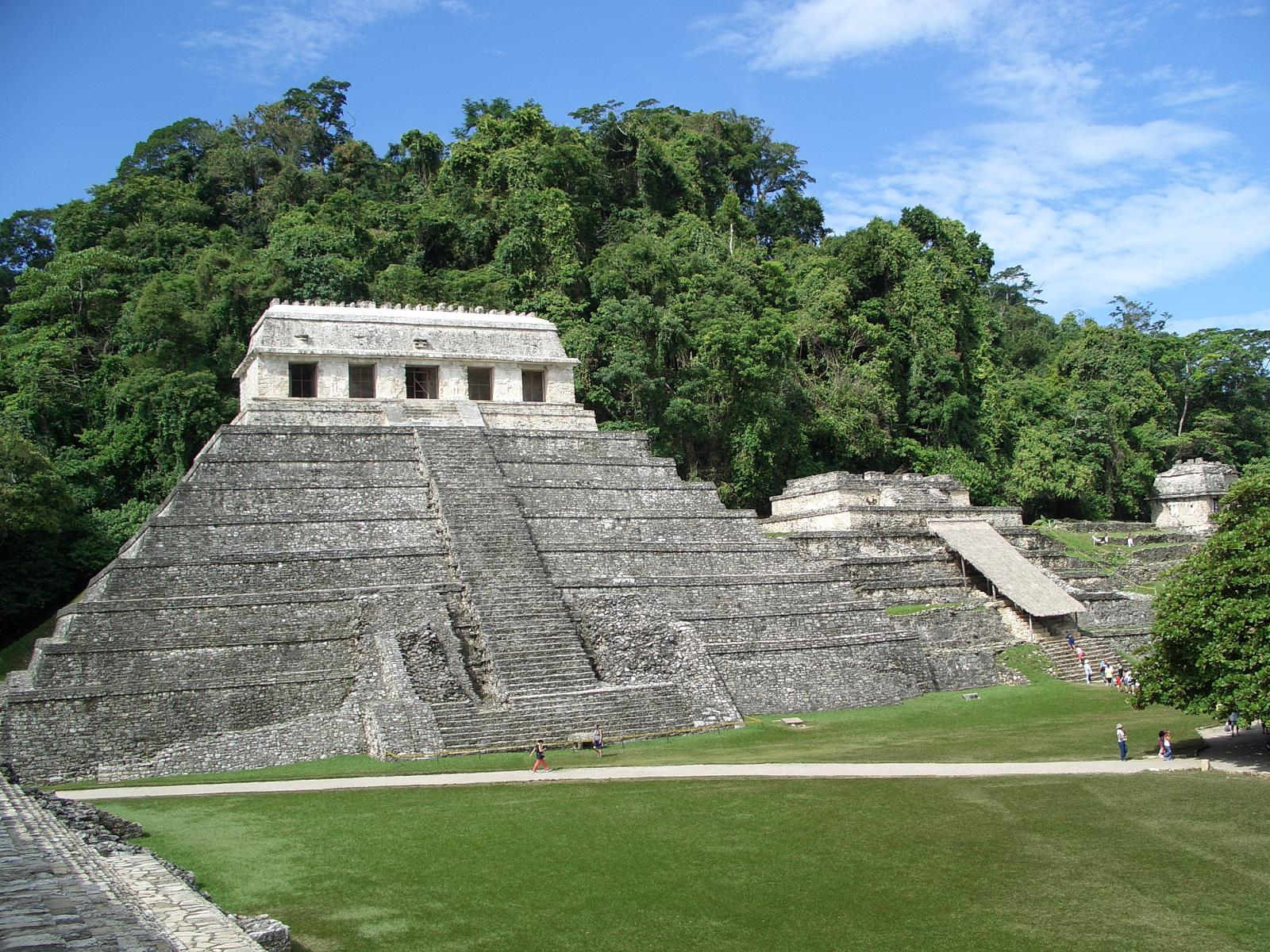
Existem semelhanças substanciais entre a Pirâmide O-13 e o Templo das Inscrições em Palenque (foto), parecendo sugerir uma relação entre os dois locais.

Pirâmide O-13 é o nome dado ao hipotético templo mortuário de Kʼinich Yat Ahk II. De acordo com Stephen Houston et al., era quase "duas vezes maior" do que qualquer uma das estruturas anteriores de Piedras Negras. A pirâmide foi modificada substancialmente após o desaparecimento de Itzam Kʼan Ahk II: Kʼinich Yat Ahk II, por exemplo, redefiniu o antigo Painel 2 e instalou o Painel 1 e o agora famoso Painel 3. Megan O'Neil argumenta que essas mudanças foram feitas para que o ajaw governante "se envolvesse com o passado". Dado que os últimos governantes conhecidos de Piedras Negras ergueram suas estelas sobre ou perto desta pirâmide, e todos esses três líderes também reverenciaram o local como uma espécie de santuário dinástico, é possível que eles fossem filhos de Kʼinich Yat Ahk II.
Em 1997, Héctor Escobedo descobriu uma tumba (Sepultamento 13) contendo os corpos de um adulto e dois adolescentes sob o piso da praça na frente da escada frontal da pirâmide. Enquanto alguns acreditam que este foi o local de descanso de Itzam Kʼan Ahk II, Stephen D. Houston adverte que isso não foi provado conclusivamente. Entre os artefatos encontrados (incluindo peças de jade e ornamentos), os arqueólogos descobriram evidências de que a tumba havia sido reentrada depois de ter sido selada: muitos ossos estavam faltando nos três corpos e parecia que os esqueletos haviam sido carbonizados pelo fogo algum tempo depois de seu sepultamento inicial. Os cientistas finalmente concluíram que essa aparente profanação era na verdade parte de um ritual descrito no Painel 3 chamado el naah umukil (a "queima da casa no enterro") e que foi realizado por Kʼinich Yat Ahk II.
Em termos de arquitetura, a Pirâmide O-13 e o Templo das Inscrições em Palenque são muito semelhantes: ambos têm o mesmo número de terraços de subestrutura, as subestruturas de ambas as pirâmides têm exatamente cinco portas e ambas foram construídas nas laterais de colinas. Damien Marken e Kirk Straight usam essa semelhança — bem como inscrições em estelas em Palenque — para argumentar que existia algum tipo de relação entre Piedras Negras e Palenque.